# Donald McMonagle
Donald Ray McMonagle (Flint, 14 de maio de 1952) é um ex-astronauta e ex-coronel da Força Aérea dos Estados Unidos, veterano de três missões ao espaço durante o programa do ônibus espacial.
Formado em engenharia aeroespacial pela Academia da Força Aérea dos Estados Unidos em 1974, mestre em Ciências em engenharia mecânica pela Universidade Estadual da Califórnia em Fresno em  1985 e mestrado em Administração de Empresas pela Universidade de Michigan em 2003, ele fez treinamento como piloto na Base Aérea de Columbus em 1975, qualificando-se como piloto de F-4, e servindo por um ano na Coreia do Sul. Em 1981 cursou a Escola de Piloto de Teste da Força Aérea dos Estados Unidos na Base Aérea de Edwards, na Califórnia, e entre 1982 e 1985 serviu como oficial de operações e piloto de testes de projetos de novas tecnologias para o caça F-16.
Durante sua carreira como piloto da Força Aérea, acumulou mais de 5.000 horas de voo em aeronaves diversas, principalmente em  T-38, F-4, F-15, e F-16.
Em junho de 1987 ele foi selecionado para o curso de astronautas da NASA, formando-se no ano seguinte. Em abril de 1991 foi pela primeira vez ao espaço como especialista de missão da STS-39 Discovery, uma missão confidencial para o Departamento de Defesa dos Estados Unidos. Em janeiro de 1993, ele serviu como piloto da STS-54 Endeavour e fez sua última missão como comandante da STS-66 Atlantis, que decolou em 3 de novembro de 1994 para uma missão de dez dias em órbita. A partir deste voo ele passou a trabalhar em terra, sendo responsável pela criação e direção de um novo departamento na NASA, o Extra-Vehicular Activity Project Office, planejado para administrar todos os recursos da NASA associados a trajes espaciais e ferramentas usadas para a condução de caminhadas espaciais em apoio ao ônibus espacial e à Estação Espacial Internacional. Esta função incluiu a responsabilidade de criar um plano para a pesquisa e desenvolvimento de novos trajes espaciais de geração avançada para os voos espaciais do futuro. 
Depopis de deixar a NASA ele trabalhou na iniciativa privada e em 2006 foi nomeado vice-presidente de Qualidade e Efetividade de sistemas de mísseis e de programas da NASA da Raytheon, em Tucson, Arizona.